# Lucas Arnold Ker
Pour les articles homonymes, voir Ker.
Lucas Arnold Ker, né le 12 octobre 1974 à Buenos Aires, est un joueur de tennis argentin, professionnel de 1994 à 2013.
Il a débuté au Club de Buenos Aires Olivos Tenis Club sous la direction de l'entraîneur Malcolm Campbell. Il a joué plusieurs fois pour l'Argentine lors de la Coupe Davis dans laquelle il a débuté en 1997 contre le Venezuela.
Il a été le premier joueur à affronter Roger Federer sur le circuit professionnel, en juillet 1998, au premier tour de l'Open de Gstaad. Alors 88e au classement ATP, l'Argentin bat le futur no 1 mondial, âgé de presque 18 ans, 6-4, 6-4.

## Palmarès

### En double messieurs
| 15 titres en double | 0 G. Chelem | 0 G. Chelem | 0 G. Chelem | 0 G. Chelem | 0 Masters | 0 Masters | 0 Masters   | 0 Masters   | 0 Masters 1000 | 0 Masters 1000 | 0 Masters 1000 | 0 Masters 1000 | 0 ATP 500           | 0 ATP 500           | 0 ATP 500           | 0 ATP 500           | 15 ATP 250          | 15 ATP 250          | 15 ATP 250     | 15 ATP 250     | 0 JO           | 0 JO           | 0 JO           | 0 JO           |
| 15 titres en double | 0 sur dur   | 0 sur dur   | 0 sur dur   | 0 sur dur   | 0 sur dur | 0 sur dur | 0 sur gazon | 0 sur gazon | 0 sur gazon    | 0 sur gazon    | 0 sur gazon    | 0 sur gazon    | 15 sur terre battue | 15 sur terre battue | 15 sur terre battue | 15 sur terre battue | 15 sur terre battue | 15 sur terre battue | 0 sur moquette | 0 sur moquette | 0 sur moquette | 0 sur moquette | 0 sur moquette | 0 sur moquette |

## Parcours dans les tournois duGrand Chelem

### En simple
| Année | Open d'Australie | Open d'Australie | Internationaux de France | Internationaux de France | Wimbledon       | Wimbledon   | US Open        | US Open          |
| ----- | ---------------- | ---------------- | ------------------------ | ------------------------ | --------------- | ----------- | -------------- | ---------------- |
| 1998  | 1er tour (1/64)  | À. Corretja      | 2e tour (1/32)           | F. Santoro               | 1er tour (1/64) | B. Ulihrach | 3e tour (1/16) | M. Philippoussis |
| 1999  | 1er tour (1/64)  | C. Ruud          | —                        | —                        | —               | —           | —              | —                |

N.B. : à droite du résultat se trouve le nom de l'ultime adversaire.

### En double
| Année | Open d'Australie              | Open d'Australie          | Internationaux de France    | Internationaux de France   | Wimbledon                     | Wimbledon                 | US Open                    | US Open                  |
| ----- | ----------------------------- | ------------------------- | --------------------------- | -------------------------- | ----------------------------- | ------------------------- | -------------------------- | ------------------------ |
| 1997  | —                             | —                         | 1/2 finale D. Orsanic       | T. Woodbridge M. Woodforde | —                             | —                         | —                          | —                        |
| 1998  | 1er tour (1/32) D. Orsanic    | K. Alami T. Vanhoudt      | 1er tour (1/32) D. Orsanic  | D. Dilucia M. Keil         | —                             | —                         | 2e tour (1/16) D. Roditi   | J.-L. de Jager R. Koenig |
| 1999  | 1/8 de finale P. Vízner       | I. Kafelnikov D. Vacek    | 1er tour (1/32) A. Kitinov  | P. Haarhuis J. Palmer      | —                             | —                         | —                          | —                        |
| 2000  | —                             | —                         | 2e tour (1/16) D. Johnson   | T. Woodbridge M. Woodforde | 1er tour (1/32) D. Orsanic    | J. Björkman B. Black      | 2e tour (1/16) P. Albano   | S. Lareau D. Nestor      |
| 2001  | 2e tour (1/16) G. Etlis       | S. Lareau A. O'Brien      | 1/4 de finale C. Suk        | A. Clément N. Escudé       | 1/8 de finale P. Albano       | J. Balcells S. Schalken   | 2e tour (1/16) L. Lobo     | P. Haarhuis S. Schalken  |
| 2002  | 1/8 de finale G. Cañas        | M. Llodra F. Santoro      | 1/8 de finale G. Etlis      | P. Haarhuis I. Kafelnikov  | 1er tour (1/32) G. Etlis      | N. Godwin V. Voltchkov    | 1er tour (1/32) L. Lobo    | E. Ferreira D. Rikl      |
| 2003  | 1er tour (1/32) D. Nalbandian | S. Schalken J. van Lottum | 1/4 de finale M. Hood       | W. Arthurs P. Hanley       | 1er tour (1/32) M. Hood       | M. Damm C. Suk            | 1/8 de finale M. Hood      | M. Bhupathi M. Mirnyi    |
| 2004  | 1er tour (1/32) M. Hood       | R. Nadal T. Robredo       | 1er tour (1/32) M. García   | Y. Allegro M. Kohlmann     | 2e tour (1/16) M. García      | J. Björkman T. Woodbridge | 2e tour (1/16) M. Hood     | J. Gimelstob G. Oliver   |
| 2005  | —                             | —                         | 1/8 de finale M. García     | J. Knowle J. Melzer        | 1er tour (1/32) D. Bracciali  | L. Paes N. Zimonjić       | 1er tour (1/32) P. Pála    | J. Palmer T. Parrott     |
| 2006  | —                             | —                         | 1er tour (1/32) M. García   | N. Almagro A. Portas       | 1er tour (1/32) D. Nalbandian | M. Knowles D. Nestor      | 1er tour (1/32) A. Calleri | F. Santoro N. Zimonjić   |
| 2007  | —                             | —                         | —                           | —                          | —                             | —                         | —                          | —                        |
| 2008  | 1/8 de finale F. López        | M. Damm P. Vízner         | 1/8 de finale J. I. Chela   | S. Darcis O. Rochus        | 2e tour (1/16) L. Horna       | C. Kas R. Wassen          | 2e tour (1/16) G. Cañas    | F. López F. Verdasco     |
| 2009  | 1/8 de finale J. Mónaco       | F. López F. Verdasco      | 1er tour (1/32) H. Zeballos | D. Nestor N. Zimonjić      | 1er tour (1/32) F. Gil        | F. Čermák M. Mertiňák     | 1er tour (1/32) L. Mayer   | J. I. Chela P. Cuevas    |
| 2010  | 2e tour (1/16) H. Tecău       | L. Dlouhý L. Paes         | —                           | —                          | —                             | —                         | —                          | —                        |
| 2011  | —                             | —                         | 1er tour (1/32) J. I. Chela | C. Kas A. Peya             | —                             | —                         | 1er tour (1/32) J. Mónaco  | J. Erlich A. Ram         |

N.B. : le nom du ou de la partenaire se trouve sous le résultat ; le nom des ultimes adversaires se trouve à droite.

### En double mixte
N.B. : le nom de la partenaire se trouve sous le résultat ; le nom des ultimes adversaires se trouve à droite.